# نائف صالح القيسي
نائف صالح القيسي، من مواليد 1983، هو سياسي من اليمن. ولد في محافظة البيضاء. تولى منصب محافظ محافظة البيضاء خلال الفترة 28 ديسمبر 2015 وحتى يوليو 2017.

## تهمة دعم الإرهاب
أدرج نايف القيسي في قائمة الجزاءات المفروضة على تنظيم الدولة الإسلامية (داعش) وتنظيم القاعدة في 22 فبراير 2017 وتتهمه الحكومة الأمريكية بأنه مرتبط بداعش أو بتنظيم القاعدة، ويرد أيضا في سبب إدراجه في القائمة ما يلي : «واعتبارًا من عام 2015، قام القيسي بتوزيع الأموال والأسلحة على تنظيم القاعدة في شبه الجزيرة العربية وقوات القبائل اليمنية المتحالفة معه لمحاربة جماعة المتمردين الحوثيين اليمنيين».
وفي 3 مارس 2022 أعلنت الأمم المتحدة شُطب القيسي من قائمة المتهمين بدعم داعش والقاعدة.

## وصلات خارجية
| المناصب السياسية | المناصب السياسية                                | المناصب السياسية |
| ---------------- | ----------------------------------------------- | ---------------- |
| سبقه             | محافظ محافظة البيضاء 28 ديسمبر 2015 -يوليو 2017 | تبعه             |